# Yer Blues
Pour les articles homonymes, voir Yer.
Pistes de The Beatles
Birthday Mother Nature's Son
Yer Blues est une chanson des Beatles écrite par John Lennon, publiée sur l'«  Album blanc » le 22 novembre 1968.

## Composition
John Lennon compose Yer Blues à Rishikesh, durant le séjour des Beatles dans l'ashram du Maharishi Mahesh Yogi entre février et avril 1968. Son épouse Cynthia est à ses côtés, mais John est tombé amoureux de Yoko Ono, qui se trouve à des milliers de kilomètres de là : il est en fait dans un état de désespoir avancé, atteint par des pulsions suicidaires. « (L'ashram de Rishikesh...) C'était très beau, j'y méditais huit heures par jour... et j'écrivais les chansons les plus sinistres qui soient ! » raconte-t-il. « Quand j'écris « I'm so lonely, I want to die Je suis si seul, je veux mourir », dans Yer Blues, je suis sérieux. Je me sentais comme ça. Être là-haut, à la recherche de Dieu, et avoir envie de se suicider... ». Ce qui donne dans son texte : « In the morning, wanna die, in the evening, wanna die / Le matin, envie de mourir, le soir, envie de mourir ». Après cette sombre déclaration, il ajoute : « If I ain't dead already, Girl you know the reason why / Si je ne suis pas encore mort, chérie, tu sais pourquoi ».
Yer Blues est donc un appel à l'aide angoissé adressé par John Lennon à sa future femme (celle à laquelle il dit avoir pensé sans même la connaitre lorsqu'il écrivait Girl en 1965), qui annonce la rupture de son premier mariage et les orientations musicales qu'il prendra dès le début de sa carrière solo

## Enregistrement
Yer Blues, qui comme son nom l'indique est structurée comme un pur blues, est enregistrée aux studios EMI d'Abbey Road le 13 août 1968 dans des conditions exceptionnelles décrites par Ringo Starr : « Insurpassable ! C'était nous quatre. C'est ça ce que je veux dire : c'est arrivé parce que nous étions tous les quatre dans une boîte, une pièce sans cloisons d'environ 2 mètres 50 sur 2 mètres 50,. C'était le groupe ensemble. C'était une sorte de rock grunge des sixties, du blues grunge ». 
Les Beatles se sont donc regroupés, resserrés, dans un quasi placard attenant à la salle de contrôle du studio 2 pour 14 prises live du titre : John au chant et à la guitare, George à la guitare, Paul à la basse et Ringo à la batterie. Les prises 15 et 16 sont éditées à partir de la 6e prise, une autre édition étant réalisée à partir de la 14e prise pour donner la n°17. Les prises 16 et 17 sont ensuite « reliées » et éditées l'une derrière l'autre, le changement, audible, intervenant au bout de 3 min 17 s sur le disque. Le titre est quasiment live, puisqu'un seul overdub est ajouté le lendemain (une piste de voix de John Lennon), et le mix mono est réalisé dans la foulée. Enfin, le 20 août, Ringo Starr ajoute simplement le compte du début du titre (« Two, Three »), qui est bon pour être masterisé.

## Fiche technique

### Interprètes
- John Lennon : chant, guitare solo
- Paul McCartney : basse, chœurs
- George Harrison : guitare solo
- Ringo Starr : batterie

## Reprises

### Version du Dirty Mac
Le 11 décembre 1968, peu de temps après la sortie de l’«  Album blanc », John Lennon interprète Yer Blues lors du Rolling Stones Rock’n’Roll Circus, un show conçu par Mick Jagger et constellé de stars du « Swinging London » des années '60. Le supergroupe formé à l’occasion se baptise The Dirty Mac. Autour de Lennon au chant et à la guitare, il comprend Eric Clapton à la guitare solo et rythmique, Keith Richards à la basse et Mitch Mitchell le batteur de Jimi Hendrix. La performance live de Yer Blues est suivie d’une « jam » appelée Whole Lotta Yoko en compagnie du violoniste Ivry Gitlis et de Yoko Ono au chant. 
Le Rock’n’Roll Circus ne sera pas diffusé à la télévision comme c’était prévu au départ. Durant plusieurs décennies, l’enregistrement circule en « pirate » puis est finalement publié en vidéo et en CD en 1996, puis en DVD en 2004.
L’interprétation live de Yer Blues, avec The Dirty Mac fut pour John Lennon la première fois qu’il remontait sur scène depuis le dernier concert des Beatles, le 29 août 1966 à San Francisco. Lors de son concert au Toronto Rock and Roll Revival Festival le 13 septembre 1969 avec le Plastic Ono Band, il reprend cette chanson et l'inclut dans son Live Peace in Toronto 1969.